# 中崎西
中崎西（なかざきにし）は、大阪府大阪市北区の町名。現行行政地名は中崎西一丁目から中崎西四丁目。

## 地理
北区の東部に位置している。JR大阪駅から徒歩10分台程度の距離にあり、梅田（キタ）の繁華街に含まれる。東は中崎、西はJR京都線を挟んで鶴野町、南は万歳町、北は豊崎に接する。
地内の南側を都島通、西側を新御堂筋がそれぞれ通っており、東南端に地下鉄谷町線の中崎町駅がある。東隣の中崎と共に、両地域を「中崎町」と総称される。

## 歴史
大半がもと西成郡本庄村の一部に当たる。のちの境界変更により、もと同郡南浜村・北野村の各一部も含んでいる。
1889年（明治22年）の町村制施行により、西成郡本庄村・南浜村・北長柄村・南長柄村・国分寺村が合併して豊崎村が発足。1897年（明治30年）の大阪市第一次市域拡張の際に、豊崎村の南部が大阪市北区へ編入された。1900年（明治33年）の大字改編により、本庄浮田町・本庄黒崎町・本庄中野町・本庄葉村町・本庄横道町・本庄東権現町・本庄西権現町の町名が誕生。この時の本庄中野町・本庄葉村町・本庄横道町の東部が現在の中崎、本庄東権現町が現在の中崎西におおむね該当する。
1924年（大正13年）に「本庄」の冠称を廃し、同時に行われた境界変更と大字改編により、浮田町・黒崎町・中崎町・葉村町・山崎町・万歳町・舟場（ふなば）町・道本（みちもと）町・鶴野町に改称された。1978年（昭和53年）に境界変更と現行住居表示を実施し、現在に至る。
昭和初期（推定1930年代）には浮田と中崎の境を井路川という細かい川が流れていた。どぶ川のような川であったが当時は魚が釣れていた。当時の中崎西の北部は舟場町と呼ばれ堀川からの支流がこの辺りまで入り込んでいたと思われる。今の堂山町の辺りに、北野青物市場という野市があり、そこへ品物を運ぶための荷積場が舟場町に存在した。

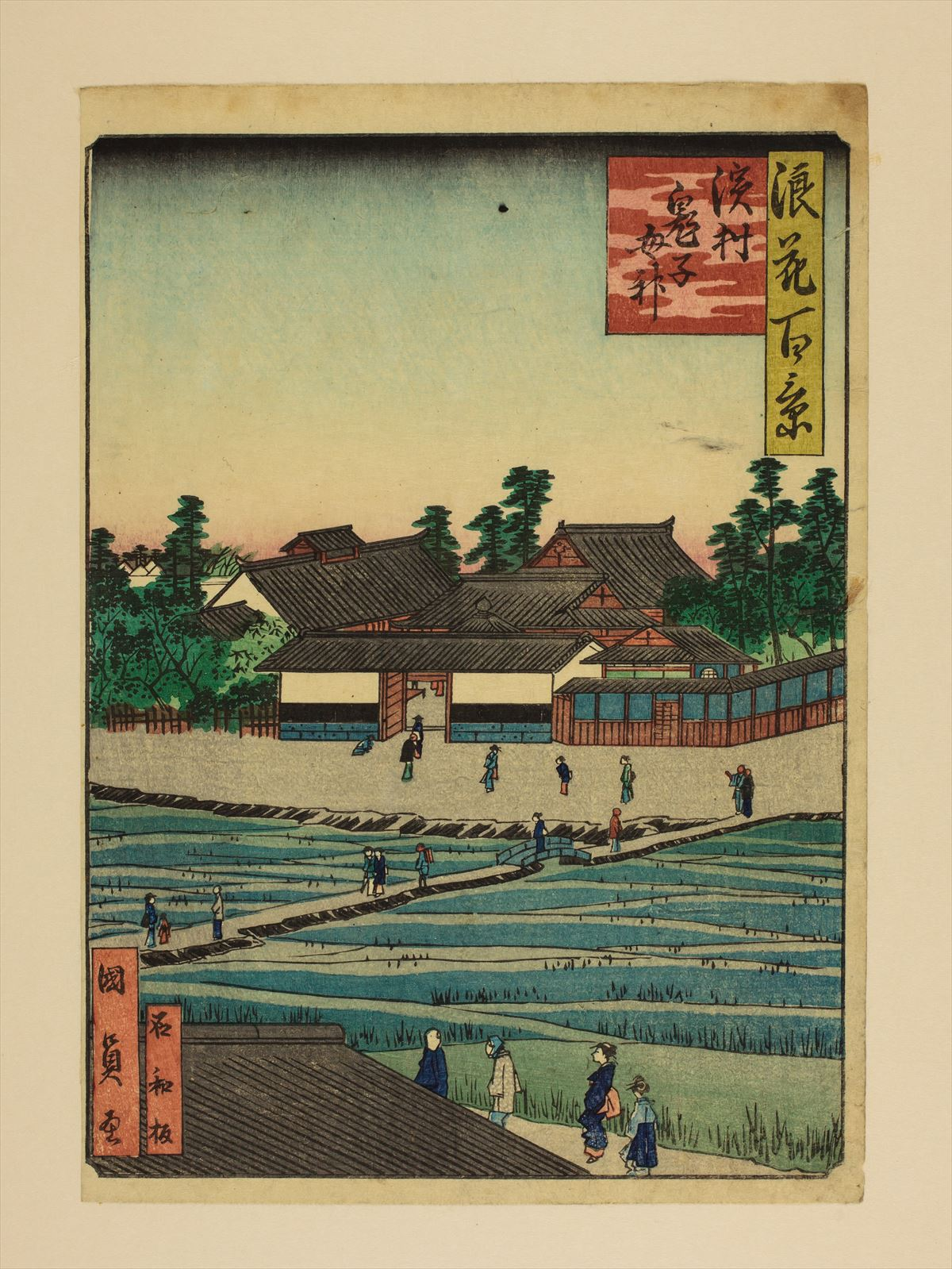
浜村鬼子母神 (浪花百景)
1800年代。歌川國員/画

## 世帯数と人口
2019年（平成31年）3月31日現在の世帯数と人口は以下の通りである。
| 丁目         | 世帯数    | 人口    |
| ------------ | --------- | ------- |
| 中崎西一丁目 | 687世帯   | 1,174人 |
| 中崎西二丁目 | 189世帯   | 245人   |
| 中崎西三丁目 | 466世帯   | 538人   |
| 中崎西四丁目 | 622世帯   | 925人   |
| 計           | 1,964世帯 | 2,882人 |

### 人口の変遷
国勢調査による人口の推移。
| 1995年（平成7年）  | 2,067人 | [ 6 ]  |  |
| 2000年（平成12年） | 2,018人 | [ 7 ]  |  |
| 2005年（平成17年） | 2,625人 | [ 8 ]  |  |
| 2010年（平成22年） | 2,647人 | [ 9 ]  |  |
| 2015年（平成27年） | 3,100人 | [ 10 ] |  |

### 世帯数の変遷
国勢調査による世帯数の推移。
| 1995年（平成7年）  | 1,130世帯 | [ 6 ]  |  |
| 2000年（平成12年） | 1,137世帯 | [ 7 ]  |  |
| 2005年（平成17年） | 1,752世帯 | [ 8 ]  |  |
| 2010年（平成22年） | 1,806世帯 | [ 9 ]  |  |
| 2015年（平成27年） | 2,072世帯 | [ 10 ] |  |

## 学区
市立小・中学校に通う場合、学区は以下の通りとなる。北区内の全ての市立中学校と、大阪市内の小中一貫校が対象で学校選択が可能（抽選を実施）。
| 丁目         | 番   | 小学校             | 中学校             |
| ------------ | ---- | ------------------ | ------------------ |
| 中崎西一丁目 | 全域 | 大阪市立扇町小学校 | 大阪市立天満中学校 |
| 中崎西二丁目 | 全域 | 大阪市立扇町小学校 | 大阪市立天満中学校 |
| 中崎西三丁目 | 全域 | 大阪市立扇町小学校 | 大阪市立天満中学校 |
| 中崎西四丁目 | 全域 | 大阪市立扇町小学校 | 大阪市立天満中学校 |

## 事業所
2016年（平成28年）現在の経済センサス調査による事業所数と従業員数は以下の通りである。
| 丁目         | 事業所数  | 従業員数 |
| ------------ | --------- | -------- |
| 中崎西一丁目 | 156事業所 | 1,207人  |
| 中崎西二丁目 | 175事業所 | 7,278人  |
| 中崎西三丁目 | 30事業所  | 527人    |
| 中崎西四丁目 | 53事業所  | 669人    |
| 計           | 414事業所 | 9,681人  |

## 施設

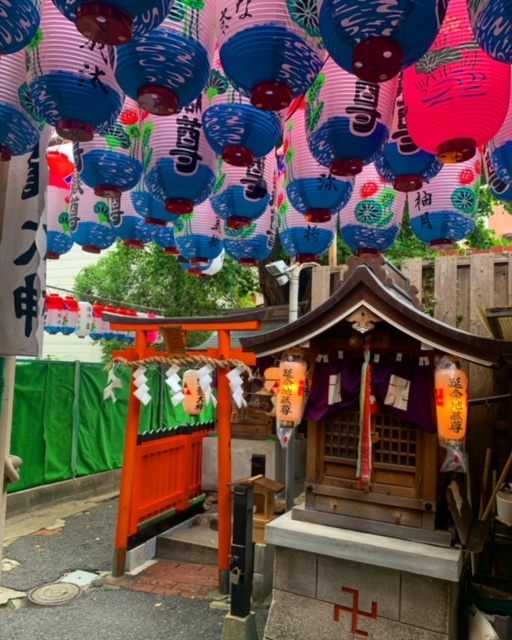
中崎町の守り神として知られる白龍大神

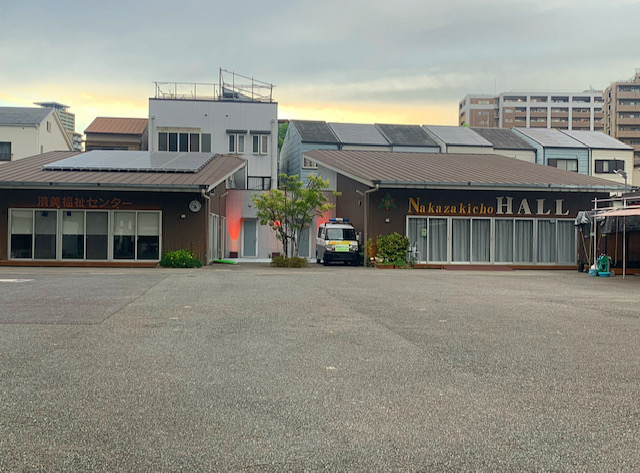
中崎町ホール

### 公共施設
- 中崎町ホール
- 済美公園

### 教育機関
- ECC国際外語専門学校
- ECCコンピュータ専門学校
- ECCアーティスト専門学校

### 企業
- 梅田センタービル
  - NTTデータセキスイシステムズ
  - ダイキン工業
  - 高圧ガス工業
- 大東洋グループ
- ワオ・コーポレーション
- ロングライフホールディング
- メガソフト
- マルニ
- エムケイシステム

### 社寺
- 正宣寺
- 善徳寺
- 白龍大神

## 交通

### 鉄道
- 大阪市高速電気軌道谷町線「中崎町駅」

## その他

### 日本郵便
- 〒530-0015[3]（集配局：大阪北郵便局[13]）